# Barthold Jacob Lintelo de Geer van Jutphaas

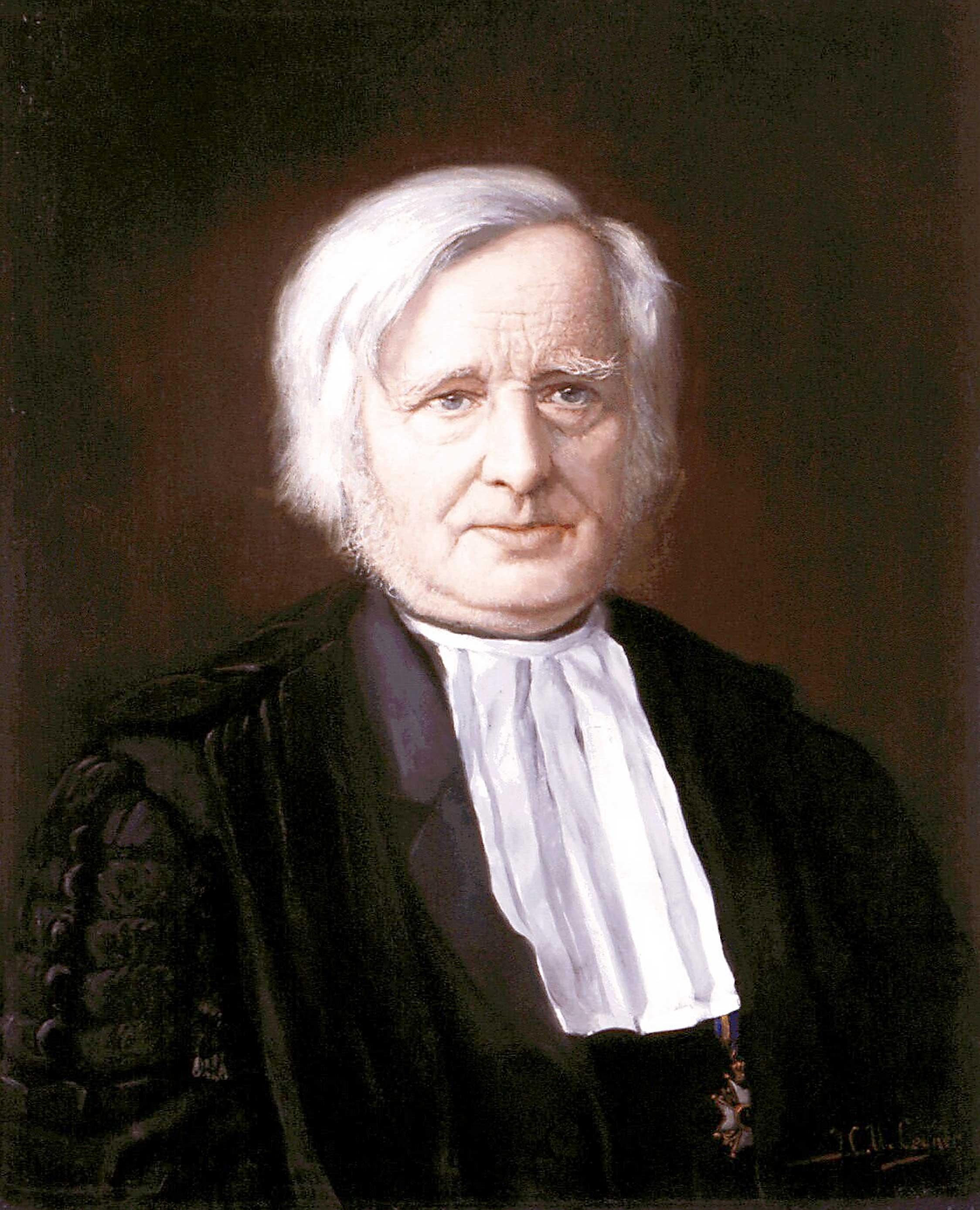
Barthold Jacob Lintelo de Geer van Jutphaas

Barthold Jacob Lintelo de Geer van Jutphaas auch: Barthold Jacob Lintelo Baron de Geer van Jutfaas (* 12. Dezember 1816 in Utrecht; † 4. August 1903 in Jutphaas) war ein niederländischer Rechtswissenschaftler, Historiker, Politiker und Orientalist.

## Leben
Geer van Jutphaas stammte aus adligen Verhältnissen. Sein Vater war der Junker Antony Gustaav de Geer (* 19. Februar 1788 Utrecht; † 16. Februar 1871 in Utrecht) und seine Mutter die Baroness Hester van Lintelo (* 10. März 1791 in Hoogezand; † 2. Januar 1870 in Utrecht). Durch Privatlehrer vorbereitet, bezog er das Gymnasium in Utrecht und immatrikulierte sich am 28. Dezember 1833 an der Universität seiner Geburtsstadt für ein Studium der Literatur. Zu seiner Zeit unterrichteten unter anderem Philipp Wilhelm van Heusde, Antonie van Goudoever, Hermannus Bouman und Lodewijk Gerard Visscher an der philosophischen Fakultät, welche durchaus eine prägende Nachwirkung auf den jungen Studenten ausgeübt haben dürften. Mit einer historischen Abhandlung über den General Eumenes von Kardia von Alexander dem Großen, mit dem lateinischen Titel de Eumene Cardiano a caeteris Alexandri Magni ducibus rite distinguendo, erwarb er sich am 14. September 1838 den akademischen Grad eines Doktors der Philosophie in Utrecht.
Zudem hatte er sich mit den Rechtswissenschaften beschäftigt. So dürften hier Adrianus Catharinus Holtius, Hermann Arntzenius, Jan Ackersdijck und Jan Richard de Brueys keinen unwesentlichen Einfluss auf den jungen Rechtsanwärter ausgeübt haben. Im Zuge dieser Betätigungen entstand eine Arbeit zum Ursprung einer Rechtsnovelle unter dem lateinischen Titel qua novella CXVIII. ex jure pristino explicator, welche Geer van Jutphaas am 4. März 1841 unter Holtius verteidigte und damit zum Doktor der Rechte promovierte. Anschließend betätigte er sich in der juristischen Praxis und war von 1843 bis 1847 Richter am Kantonsgericht in Maarssen. Am 11. September 1847 wurde er zum außerordentlichen Professor für römisches Recht, dessen Geschichte und der Rechtsenzyklopädie der Utrechter Universität berufen, welche Aufgabe er am 22. September 1848 mit Einführungsrede De aetatibus iurisprudentiae übernahm. Am 31. Dezember 1856 wurde er zum ordentlichen Professor für römisches Recht und deren Geschichte berufen, welche Aufgabe er am 21. Januar 1857 übernahm.
Auch hatte er sich von 1855 bis 1. Januar 1856 um die vakante Professur für Hebräisch, Arabisch und orientalische Literatur gekümmert. Geer van Jutphaas beteiligte sich auch an den organisatorischen Aufgaben der Hochschule und war 1850/51, 1869/70 und nach dem Tod von Friedrich Anton Wilhelm Miquel in der Vakanzzeit von Januar bis März 1871 Rektor der Alma Mater. Er war auch ab der Aprilbewegung von 1853 politisch aktiv. Als Mitglied der Anti-Revolutionaire Partij, der Vrij-Antirevolutionaire Partij und der Christelijk-Historische Partij, saß er von 1869 bis 1889 im Stadtrat von Utrecht, war 1884 bis 1894 Mitglied der Zweiten Kammer der Generalstaaten, war von 1874 bis 1903 Abgeordneter der Provinz und 1889 bis 1903 Mitglied der Gedeputeerde Staten für Utrecht. Dabei setzte er sich in verschiedenen Kommissionen für die gesellschaftlichen Belange seine Zeit ein.
So hatte er sich auf politischen Gebiet unter anderem für das niederländische Wasserwesen starkgemacht, setzte sich für Schulfragen ein, arbeitete 1881 bei der Kommission zur Veränderung des niederländischen Zivilgesetzbuches mit und 1886 bei der Kommission zur Veränderung der niederländischen Verfassung. Auf wissenschaftlichem Gebiet wurde der 1887 emeritierte Professor, Vorsitzender der Vereinigung zur Ausgabe der Quellen des alten niederländischen Rechts, er wurde Vorsitzender der historischen Gesellschaft der provinziellen Utrechtschen Gesellschaft der Wissenschaften und Künste und war ab 1859 Mitglied der königlich niederländischen Akademie der Wissenschaften. Als erstgeborener Sohn seiner Familie durfte er auch den Titel eines Barons führen, er war Ehrenvorsitzender der Utrechter Ritterschaft und Ritter des Ordens vom niederländischen Löwen. Er starb auf dem Familiensitz der Geers in Jutphaas und wurde im dortigen Familiengrab Kerkveld beigesetzt.

## Familie
Geer van Jutphaas verheiratete sich am 2. August 1846 in Zeist mit Cornelia Anna Alexandrina Louise van Asch van Wijk (* 24. März 1825 in Utrecht; † 11. Juni 1900 ebenda), die Tochter des Junkers Hubert Matthijs Adriaan Jan van Asch van Wijck (* 14. Oktober 1774 in Utrecht; † 16. Juli 1843 in Woudenberg) und dessen Frau Kenau Hasselaar (* get. 11. Dezember 1786 in Amsterdam; † 9. Februar 1827 in Utrecht). Aus der Ehe stammen Kinder. Von diesen kennt man:
- Hester Gustava Cornelia Bartholdina de Geer van Jutphaas (* 29. Mai 1847 in Maarsseveen; † 12. Januar 1905 in Den Haag) verh. 21. Februar 1889 in Utrecht mit Henrik van Hogendorp (* 17. Juni 1851 in Den Haag; † 13. September 1902 ebenda)
- Hubert Herman Adriaan Jan de Geer van Jutphaas (* 25. November 1848  in Utrecht; † 16. Januar 1909 in Doorn) verh. 26. Juli 1877 in Utrecht mit Elsabe Maria Theodora van den Broeke (* 18. Oktober 1856 in Jutphaas; † 9. April 1917 in Den Haag)
- Anthonie Gustaaf Lintelo de Geer van Jutphaas (* 28. Dezember 1849 in Utrecht; † 8. Dezember 1896 in Den Haag)
- Johanna Cornelia Lintelo de Geer van Jutphaas (* 13. Januar 1852 in Utrecht; † 16. Juni 1887 in Utrecht)
- Cornelia Bartholdina Lintelo de Geer van Jutphaas (* 3. September 1853 in Zeist; † 6. Januar 1873 in Zeist)
- Magdalena Jacoba Cornelia Theodora de Geer van Jutphaas (* 20. Juni 1855 in Zeist; † 29. Juli 1923 in London) verh. 25. Juli 1878 in Utrecht  Henrij van Son (* 19. März 1856 in Amsterdam; † 19. März 1914 ebenda)
- Anna Maria Adriana Cornelia de Geer van Jutphaas (* 20. Juli 1859 in Zeist; † 17. März 1937 in De Bilt) verh. 17. Februar 1887 in Utrecht mit Christiaan Matthias Reinier Rademacher Schorer (* 21. Januar 1852 in De Bilt (Harderwijk), † 1. April 1920 in De Bilt)
- Barthold Cornelis de Geer van Jutphaas (* 9. Juni 1861 in Utrecht; † 22. Dezember 1863 in Utrecht)
- Louis de Geer de Geer van Jutphaas (* 31. August 1862 in Jutphaas; † 16. September 1932 in Den Haag) verh. I. 24. September 1893 in Sluis Francina Petronella van Oort (* 27. Juli 1865 in Sluis; † 22. Juni 1918 in  Rotterdam), verh. II. 9. Mai 1922 in Rotterdam Anna Maria van der Feen de Lille (* 21. Mai 1885 in Alkmar; † 17. Dezember 1978 ebenda)
- Matthias Margarethus Cornelis de Geer van Jutphaas (* 27. Februar 1864 in Utrecht; † 19. November 1864 in Utrecht)
- Barthold Jacob Cornelis de Geer van Jutphaas (* 30. September 1865 in Utrecht; † 24. August 1890 in Utrecht)
- Mathilde Margaretha Cornelia de Geer van Jutphaas (* 24. März 1867 in Utrecht; † 2. März 1945 in Hilversum) verh. 16. Mai 1889 in Utrecht mit Willem Boissevain (* 7. Juli 1849 in Amsterdam)
- NN. de Geer van Jutphaas (* + † 29. September 1869 in Utrecht)

## Werke (Auswahl)
- Disquisitio de libertate civili apud veteres. Utrecht 1837 (online)
- Specimen historicum de Eumene Cardiano a caeteris Alexandri Magni ducibus, rite distinguendo, quod supremo favente numine. Utrecht 1838 (online)
- Commentatio De cantico Mosis, Quod Legitur Exodi Cap. XV. 1841.
- Mohammed. 1849.
- De strijd der Friezen en Franken. Eene voorlezing. Utrecht 1850.
- De leer van het bewijs, volgens het oude Friesche regt. 1857.
- Mr. Jacob van Hall. 1859.
- De Dom van Utrecht. Eene voorl. met aant. Utrecht 1861 (online)
- De Saksers vóór en na Karel den Groote Utrecht 1861.
- Chronijk van Vlaenderen. 1862.
- Bileam. 1863.
- Bronnen van de geschiedenis der Nederlanden in de middeleeuwen. Utrecht 1863.
- De Dom van Utrecht, eene Voorlezing met eenige Aanteekeningen. Utrecht 1863 (online)
- Labeo en Capito, hunne rigting en werkzaamheid. 1867.
- Het beheer der kerkelijke goederen en fondsen bij de Hervormde gemeenten. Utrecht 1869 (online)
- Hoe werden te Rome de wetenschappen beoefend en onderwezen in de eerste en tweede eeuw onzer jaartelling? Eene voorlezing. Utrecht 1868.
- Liber albus. 1875.
- Fatorum academiæ Rheno Trajectinæ narration. 1875.
- Schepenboek van Amersfoort. 1878.
- Der stadt wilkueren van Amersfoort. 1878.
- Hadrianus tegenover de rechtswetenschap van zijnen tijd. 1879.
- De wet op het hooger onderwijs, met aant. 1879, 2. Bde.
- Nog eene bladzijde uit de Utrechtsche geschiedenis. 1880.
- De ridderschap van Utr. Haar begin en haar einde. Utrecht 1880.
- Klenkok's Decadicon. 1882.
- Rechtsgel. adviezen in zake het kerkel. conflict te Amst. Amsterdam 1886.
- De Saksenspiegel in Nederland Den Haag 1888.